# Eunice plicata
Eunice plicata är en ringmaskart som beskrevs av Baird 1869. Eunice plicata ingår i släktet Eunice och familjen Eunicidae. Inga underarter finns listade i Catalogue of Life.